# Blason d'argent
Blason d'argent est une série de bande dessinée sur le thème du Moyen Âge créée en 1957 par Francisco Hidalgo et Guy Hempay. Mouminoux reprend cette série en 1959 et la conduit pendant vingt ans, jusqu'en 1979.

## Trame
Amaury est le héros de cette saga médiévale. C'est un preux chevalier, avec un costume au blason d'argent qui lui donne son surnom. Il combat l'injustice, luttant contre les spoliateurs.

## Historique
La série est créée en 1957 selon Gaumer (contrairement, à ce qu'indique Filippini) et paraît dans le numéro 7 de 1957 de Cœurs Vaillants. Les premiers auteurs en sont Guy Hempay (Jean-Marie Pélaprat) pour le scénario, et Francisco Hidalgo alias Yves Roy pour le dessin. Guy Mouminoux prend leur suite à partir de 1959.
Après Cœurs Vaillants, la publication se poursuit dans J2 Jeunes, puis dans Fripounet de 1966 à mars 1979.

## Albums
Quelques épisodes seulement sont publiés en albums. Deux premiers albums sont publiés par Fleurus en 1959, d'épisodes illustrés par Francisco Hidalgo. Les quatre épisodes suivants, illustrés par Mouminoux, sont publiés en deux recueils par Assor BD en 1987 et 1988. D'autres albums paraissent à partir de 2004, aux éditions Taupinambour.
Seize albums sont parus de 1959 à 2008, ce sont les suivants :
1. Le mystère de la Cantenelle, Fleurus, 1959, 30 planches.
2. Les compagnons de la Sainte Chapelle, Fleurus, 1959, 31 pl.
3. Le Fief des Froidmont et Au-delà du Seeland, Assor BD, 1987, 64 pl. — Réédition du Samedi-Jeunesse 82.
4. Les 7 boucliers et La légende du marais, Assor BD, 1988, 65 pl. — Réédition des Samedi-Jeunesse 133 et 111.
5. L'anneau de fer , Éditions du Taupinambour, 2004, 32 pl. — Réédition du Samedi-Jeunesse 142.
6. La longue nuit, Le Coffre à BD, 2004, 31 pl. — et Éditions du Taupinambour, 2004, 31 pl.
7. Kalemka le vaincu, Le Coffre à BD, 2004, 34 pl. — et Éditions du Taupinambour, 2004, 34 pl.
8. L'aigle de Bratislava, Le Coffre à BD, 2005, 30 pl.
9. Compère Jean Bontemps, Éditions du Taupinambour, 2007, 32 pl.
10. Au-delà du Seeland, Éditions du Taupinambour, 2005, 32 pl.
11. La Légende du Marais, Éditions du Taupinambour, 2005, 32 pl.
12. Le Bailli de Nangis, Éditions du Taupinambour, 2007, 30 pl.
13. Le retour du Croisé, Éditions du Taupinambour, 2008, 32 pl.
14. La rançon, Éditions du Taupinambour, 2008, 32 pl.
15. Mission royale, Éditions du Taupinambour, 2005, 32 pl.
16. Le Château de Teillerac ... Les hors-la-loi d'Estrabagnac, Éditions du Taupinambour, 2005, 32 pl.